# Leão de Cimina
Leão (em grego medieval: Λέων; romaniz.: Léon) foi um monge bizantino do século X.

## Vida
Viveu como monge no mosteiro de Cimina fundado por Miguel Maleíno. Talvez estivesse ativo na década de 920, quando se envolveu na construção da igreja da Teótoco e ficou responsável pela aquisição da madeira utilizada na construção. Segundo a Vida de Miguel, certo dia o santo informou-lhe que ele poderia ser tentado pela incredulidade e insubordinação. Leão caiu de 15 degraus e ficou gravemente ferido, mas foi salvo pela visão de Miguel, que enviou seu servo ao resgate.